# 八ツ役
八ツ役（やつやく）は青森市の地名である。郵便番号は030-0112。

## 地理
青森市郊外、青森平野の南部に位置する。小字には、芦谷・上林（かんばやし）・矢作（やはぎ）がある。住居表示整備事業による地名変更が行われた影響で、東部の字 矢作は飛び地になっている。
字矢作は、西・北・東が浜田、南が第二問屋町に接する。域内は幹線道路沿いが自動車の販売店などの事業所、その裏手には住宅等がある。
矢作以外の大字八ツ役は、北が大字浜田、東が第二問屋町・問屋町、南が牛館・上野、西が荒川に接する。域内は、やや南寄りの幹線道路沿いに商店や事業所、その南の集落沿いの道周辺には住宅に交じって住宅がある。それぞれの背後には農地が広がる。

### 河川
- 堤川（荒川） - 南端部を流れる。

## 歴史
もともとは、隣の荒川村の枝村であった。地名の由来は谷地（やち。当地では湿地のこと）に開かれた役田であったからとも、江戸時代に藩の開拓役が8人居たからともいう。また1584年に出羽谷地城主白鳥長久が最上義光により謀殺された。その際に白鳥一族が落ちのびてきた場所とされる。地名由来も出羽谷地城からの落人に割り当てられた土地「やちやく」からきたともいう。近隣住民には山林下戻で功績のあった白鳥鴻彰の一族など白鳥姓や白取姓が多く、この伝承を裏付けるものとなる。もともとは水田地帯であったが、地内の一部に卸売団地が造成され、次第に事業所がみられるようになってきた。

### 沿革
- 1889(明治22)年 - 東津軽郡荒川村の大字となる。
- 1955(昭和30)年 - 青森市の大字となる。
- 1972(昭和47)年 - 地内の一部が卸売団地（問屋町）となる。
- 1982(昭和57)年 - 住居表示整備事業により、地内の一部が問屋町となる。
- 1983(昭和58)年 - 地内に卸売団地（第二問屋町）が造成された。
- 2001(平成13)年6月2日 - 地内の一部が第二問屋町一丁目となる。
- 2001(平成13)年11月26日 - 地内の一部が問屋町二～四丁目となる。

## 世帯数と人口
2023年（令和5年）1月1日現在の世帯数と人口は以下の通りである。
| 町丁         | 世帯数  | 人口  |
| ------------ | ------- | ----- |
| 八ツ役字芦谷 | 294世帯 | 529人 |
| 八ツ役字上林 | 5世帯   | 9人   |
| 八ツ役字矢作 | 22世帯  | 39人  |
| 合計         | 321世帯 | 573人 |

## 小・中学校の学区
市立小・中学校に通う場合、学区は以下の通りとなる。
| 町名         | 番地 | 小学校             | 中学校             |
| ------------ | ---- | ------------------ | ------------------ |
| 八ツ役字芦谷 | 全部 | 青森市立荒川小学校 | 青森市立荒川中学校 |
| 八ツ役字上林 | 全部 | 青森市立荒川小学校 | 青森市立荒川中学校 |
| 八ツ役字矢作 | 全部 | 青森市立浜田小学校 | 青森市立南中学校   |

## 交通

### 鉄道
域内に鉄道はない。

### 道路
- 国道103号 - 通称 観光通り。東の飛び地、字 矢作を通る
- 国道7号青森環状道路 - 東の飛び地、字 矢作を通る。
- 青森県道27号青森浪岡線 - 字芦谷を通る。

※ ほか、青森県道27号青森浪岡線の南側にその旧道がある。集落はこの旧道沿いに形成され、隣接する荒川とほとんど一帯をなしている。

### バス
- 青森市営バス
  - 荒川線東部営業所行き(C10) 八ツ役 - 朝１便のみの運行。
- 青森市市バス
  - 高田線・青い森病院線 八ツ役・中八ツ役・上八ツ役 - 双方向それぞれ１便のみの運行。

## 施設
- 八ツ役公園 - 字芦谷
- 猿田彦大神 - 字芦谷